# Manana Antadze
Manana Antadze (gruz.: მანანა ანთაძე, trb. manana antadze ur. 28 sierpnia 1945 w Tbilisi) – gruzińska językoznawczyni, pisarka i tłumaczka.
Antadze ukończyła w 1967 roku Tbiliski Uniwersytet Państwowy, gdzie studiowała języki zachodnioeuropejskie i literaturę. W latach 1981–1989 była pracownikiem naukowym w Centrum Współczesnych Studiów Literackich na State University. Na jej drogę zawodową i kierunek rozwoju duży wpływ miał krytyk literacki i tłumacz Niko Kiasaszwili i reżyser Michaił Tumaniszwili. O 1971 roku zaczęła profesjonalne tłumaczenia literatury rosyjskiej i angielskiej, a od 1974 roku zaczęły się ukazywać drukiem jej przekłady. Na swoim koncie ma tłumaczenia dzieł wielu klasyków literatury, m.in. dzieła Williama Szekspira, Irvinga Stone'a, Tennessee Williamsa, Eugene O’Neilla, Neila Simona, Bertolta Brechta, Nikołaja Gogola, Antona Czechowa, Edmonda Rostanda a także dzieła literatury popularnej jak Harry Potter i Kamień Filozoficzny J.K. Rowling. 
Jej tłumaczenia były wielokrotnie wykorzystywane przez gruzińskich reżyserów teatralnych. Od 1981 roku jest członkiem Związku Pisarzy. W 1998 roku założyła Fundację Rozwoju Sztuki Teatralnej im. Michaił Tumaniszwiliego, która uruchomiła program w ramach którego co roku odbywają się dwa konkursy - na nową gruzińską sztukę teatralną i nowe tłumaczenie. W 2002 roku francuskie miasto Domrémy-la-Pucelle nadało jej tytuł honorowego mieszkańca. W 2012 roku razem z Robertem Sturuą i Gią Tewzadze założyła Sturua Productions. 